# Café Schwarzenberg

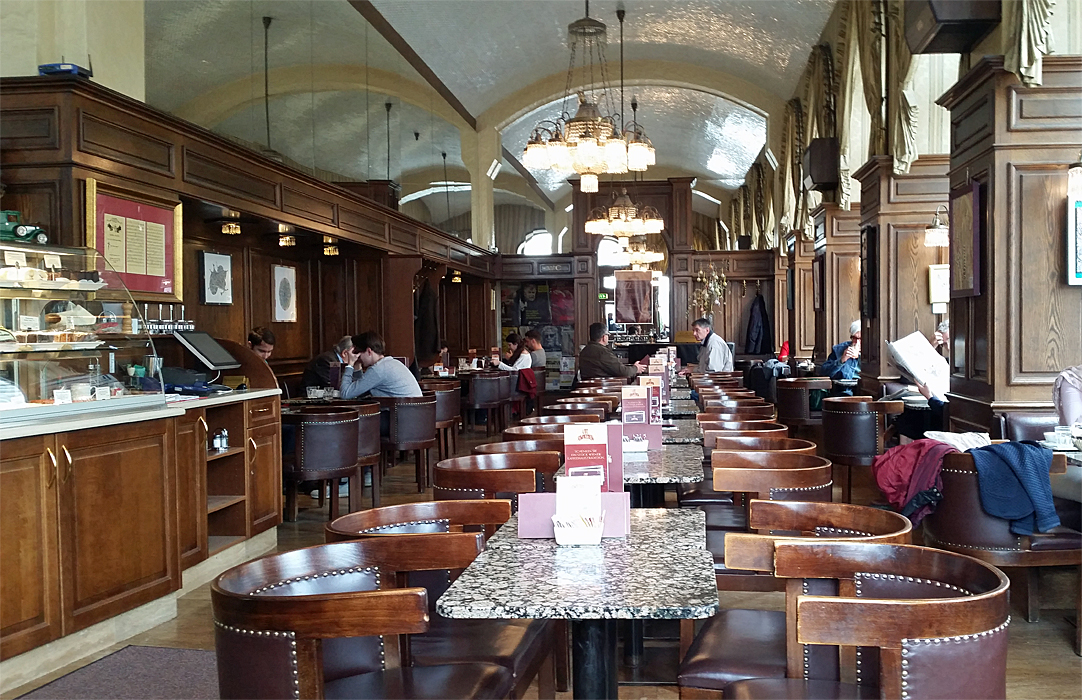
Im Café Schwarzenberg

Das Café Schwarzenberg ist ein Kaffeehaus an der Ringstraße im 1. Wiener Gemeindebezirk Innere Stadt. Es befindet sich am Kärntner Ring 17 gegenüber dem Schwarzenbergplatz. Im Gegensatz zu vielen anderen bekannten Wiener Kaffeehäusern zählten Künstler und Literaten nicht zur Stammklientel. Eine Besonderheit ist die original erhaltene Einrichtung vom Ende des 19. Jahrhunderts.

## Geschichte

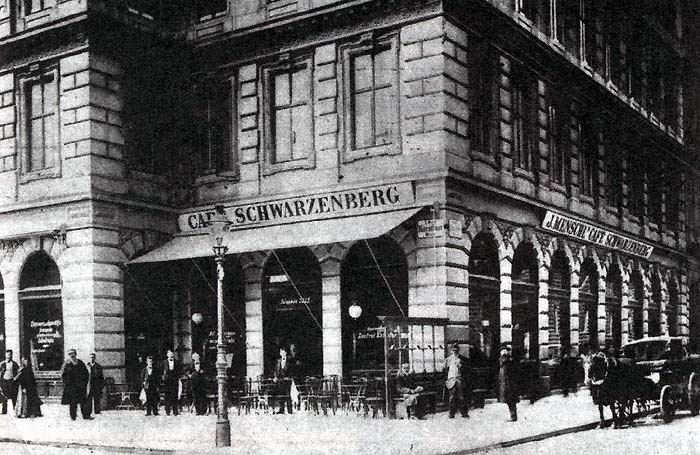
Um 1902. Seitenaufschrift: „J. Menschl^{s} Café Schwarzenberg“

Im Zuge des Baus der Ringstraße wurde 1861–63 vom Wiener Architekten Wilhelm Westmann (1813–1881) sowie von Baumeister Paul Wasserburger (1824–1903) für den Seidenzeugfabrikanten August Zeppezauer († 17. August 1870 in Hadersdorf; Alter: 55), Firma Anton Fries & Zeppezauer, das Haus als Mietpalais errichtet.
Raimund Hochleitner, der am 6. Juni 1861 in der Riemergasse 2, Wien-Innere Stadt, ein Kaffeehaus eröffnet hatte und der am 29. Dezember 1863 mit der Einzelfirma R. Hochleitner am k.k. Handelsgericht Wien als Kaffesieder (bis 31. März 1862 Gemischtwarenhändler) registriert wurde, eröffnete nach 1863 das Kaffeehaus als Café Hochleitner. Im April 1867 wurde Hochleitner gesuchsgemäß vom Wiener Gemeinderat gestattet, auf einer Teilfläche vor seinem Betrieb Tische aufzustellen. Nach dem Tode von Raimund Hochleitner († 19. Juni 1878, Alter: 55) führte seine Ehefrau Johanna († 1916, Alter: 86) (gemäß Lehmanns Allgemeinem Wohnungs-Anzeiger) bis 1882 die Geschäfte. 1883 übernahm Josef Sperrer den Betrieb und führte ihn unter dem Namen Café Sperrer bis 1901, ab Übernahme durch Josef Menschl, 1902, trug das Kaffeehaus die Bezeichnung Café Schwarzenberg, von 1939 bis Kriegsende firmierte es als Café Deutschland.
Das Café galt stets als Treffpunkt für Persönlichkeiten aus der Wirtschaft. Einer der berühmtesten Stammgäste war der Architekt Josef Hoffmann, ein Mitbegründer der Wiener Werkstätte. Bei seinen Kaffeehausbesuchen entstanden viele seiner Entwürfe.
Während der Besatzungszeit nach 1945 nutzte die Rote Armee die Räumlichkeiten für Veranstaltungen. Dabei wurde die Einrichtung des Betriebs durch Schießereien beschädigt, deren Spuren man noch bis 1979 sehen konnte, dem Jahr, in dem der privat geführte Betrieb vor dem Aus stand und die Stadt Wien sich entschloss, das Haus zu übernehmen und durch die stadteigene Wigast Gaststättenbetriebs-Ges.m.b.H. führen zu lassen. Das Café wurde ab Februar 1980, verbunden mit Umbauten (Sitzgarten, Wirtschaftsteil), renoviert und in der Folge als Altwiener Konzertcafé wieder eröffnet.

## Das Café Schwarzenberg heute

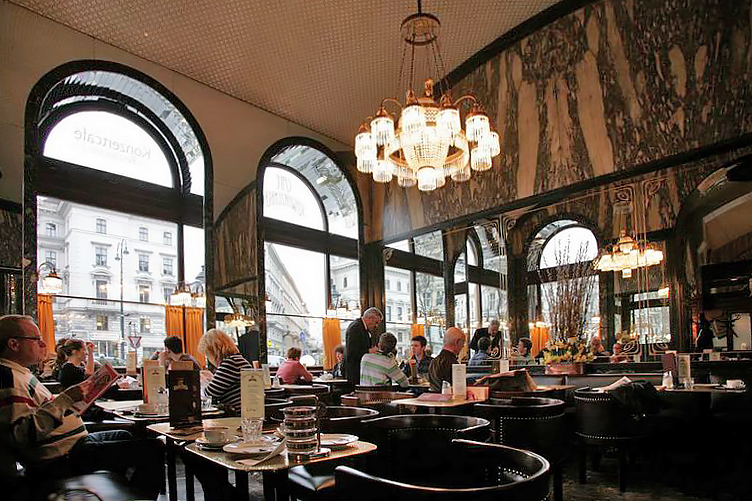
Der Nichtrauchersalon im Café Schwarzenberg

Das Café Schwarzenberg wurde bis zum 1. Jänner 2008 von der Österreichischen Verkehrsbüro AG betrieben und ist seitdem im Zuge des Verkaufs der Verkehrsbüro Kulinarik GmbH im Eigentum der Vivatis Gruppe. Es verfügt wie die meisten Ringstraßencafés über einen Schanigarten zur Ringstraße.
Das Café Schwarzenberg wird sowohl von Wienern als auch von Touristen frequentiert. Neben kulturellen Veranstaltungen wie Lesungen, Ausstellungen und Konzertabenden gibt es an mehreren Tagen der Woche abendliche Kaffeehausmusik. Während der Wiener Ballsaison bietet das Café Schwarzenberg als eines von wenigen Cafés ein frühmorgendliches Katerfrühstück an, bei dem sich das Ballpublikum nach Ballbesuch (meist gegen vier Uhr früh) mit einem kleinen Gulasch und einem Seidl Bier für den beginnenden Tag stärken kann.